# Vintage (gruppo musicale)
Vintage (in russo Винтаж?, Vintaž) è un gruppo musicale pop russo nato nel 2006 e formato da Anna Pletnëva (voce solista), Aleksej Romanof (compositore) e per poco tempo dalle due ballerine Mia e Svetlana Ivanova. Potendo vantare la pubblicazione di quattro album e grazie a singoli di immediato successo come Eva e Roman è oggi da considerare uno dei gruppi musicali di maggior successo in Russia ed Ucraina.

## Inizi e successo

### L'esordio nel 2006
La cantante Anna Pletnëva faceva già parte della band Лицей (Licej) mentre Aleksej Romanof aveva già pubblicato diversi singoli da solista. In origine il nome del gruppo avrebbe dovuto essere "Chelsea", ma poi venne scelto l'attuale nome. Il primo singolo da loro pubblicato nel 2006 è «Мама Мия» (Mama Mia) mentre per l'anno successivo gli altri singoli saranno «Всего хорошего/Vsego horošego» ("Addio"), e Ceľsä ("Prendre la mira"), tutti contenuti nel loro primo album di studio «Криминальная любовь/Kriminaľnaja lübovj» ("Amore criminale").

### «SEX»
Nel 2008 esce il loro secondo album, «SEX» considerato dalla critica il loro migliore lavoro, nonché in termini di vendite uno degli album russi di maggior successo di sempre, grazie ai singoli «Плохая девочка», «Ева», «Одиночество любви» e «Viktoria», che raggiungeranno tutti i vertici delle classifiche. Con questo album i Vintage ottengono gran notorietà anche in Ucraina, Bielorussia, Lituania e Germania.
Il singolo Ева (Eva), diviene uno dei singoli più venduti nel 2009: e stazionerà in prima posizione per otto settimane. Il brano «Девочки-лунатики» ("Ragazze sonnambule"), tocca temi gravi di forte implicazione sociale come la prostituzione e la violenza sulle donne. Il video del brano è forse uno dei più controversi del gruppo tanto da suscitare scandalo. In autunno il gruppo vince la categoria speciale "Sex" agli MTV Russia Music Awards 2008, grazie al successo del video - anche questo sessualmente esplicito - di «Плохая девочка» ("Bambina cattiva"), subito in rotazione sui canali musicali. Nel 2010 la band pubblica Mikki un altro brano di non facile interpretazione che affronta il tema della solitudine, che soprattutto in campo musicale trasforma le star in oggetti. Il singolo, pubblicato solo per airplay radiofonico, non verrà compreso nel nuovo lavoro del gruppo, il loro terzo album di studio Anečka. Ne verrà fatta anche una versione inglese, che ottiene una certa notorietà anche al di fuori della Russia.

### 2010: Il successo di «Roman» e la pubblicazione di «Anečka»

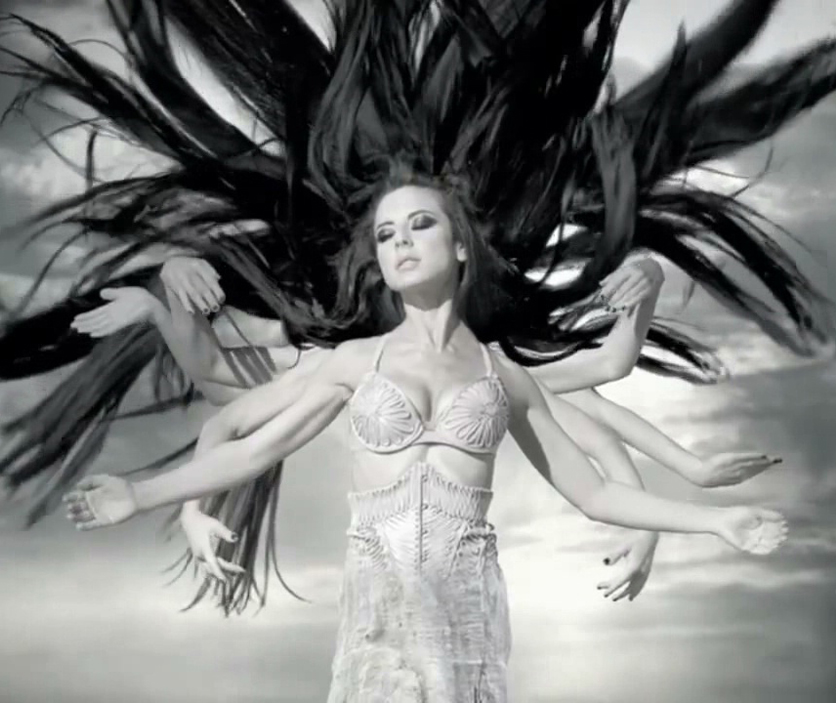
Video musicale di Derevja

Nel settembre 2010 è in rotazione un altro dei singoli che segnerà la carriera del gruppo, «Роман» (Roman) che dopo sole sei settimane dalla sua uscita balza al terzo posto nelle classifiche ufficiali. Con questo brano i Vintage si esibiranno al festival russo "Pesnä Goda" (Canzone dell'anno), che si tiene tradizionalmente ogni anno il primo gennaio. Sempre con questa canzone il gruppo riuscirà ad esibirsi per la prima volta anche nella televisione bielorussa. Ad oggi il video del brano ha totalizzato oltre 15 milioni di visualizzazioni divenendo così uno dei più conosciuti del loro repertorio. Nell'agosto 2011, quando già è in rotazione nelle radio il secondo estratto, «Мама-Америка» (Mama Amerika), la band pubblica il loro terzo album di studio, «Anechka». Nello stesso anno il gruppo ottiene una nomination come "Miglior Gruppo Pop" alla manifestazione musicale della locale Muz-TV. In autunno esce il terzo singolo estratto «Derevja» (Alberi), una delle canzoni più concettuali del loro repertorio. La prima versione del video della canzone viene sottoposta a censura in quanto la cantante, con una corona di spine era intenta in atti sessuali espliciti. Ciò influirà non positivamente sul buon successo del video e dell'album stesso, nonostante il messaggio del brano, che vuole vedere l'amore trionfare su uno scenario globale apocalittico.

### 2012: Very Dance
L'album Very Dance pubblicato nel febbraio 2013 si avvale di collaborazioni con noti DJ e produttori russi virando verso sonorità più commerciali, vicine alla musica house da club. Esso verrà anticipato dalle uscite dei singoli «Moskva» nel febbraio 2012 (pezzo in collaborazione con Smash che esordisce subito nella top 10 Russa) e «Na Na Na» in giugno (il cui video verrà censurato). Nel dicembre dello stesso anno è la volta di «Svežaja Voda», (in collaborazione col dj russo ChinKong).

## Presente
Il loro quinto album di studio, "Dekameron", esce nel 2014. Nel maggio 2013 viene anticipato dal singolo Znak Vodoleja (Segno dell'Acquario), pezzo divenuto in fretta in Russia disco di platino anche grazie al pregevole lavoro ad opera dei compositori Anton Koh e Aleksej Romanof. In top 10 per oltre quattro mesi, tiene testa a hit mondiali come La La La di Naughty Boy, Blurred Lines di Robin Thicke e Get Lucky dei Daft Punk. Temi del singolo sono le superstizioni e quanto oggi le persone siano ossessionate dagli oroscopi e dalle false credenze. A metà novembre 2013 è stato pubblicato il secondo singolo intitolato Tri želanja (3 Desideri) in collaborazione con DJ Smash.
Esce invece in aprile 2014 il terzo estratto dall'album Dekameron Kogda rädom ty. Gli altri due estratti dall'album sono Ja lüblü tebä videť ("Amo vederti") e Dyši ("Respira", top 10 russa).

## Stile
Alexej Romanof dichiarerà che canzoni come Eva o Plochaya devochka sono chiaramente ispirati sia ai successi del gruppo svedese ABBA sia allo stile provocatorio della popstar americana Madonna e dell'australiana Kylie Minogue. 
- Nei video Derevja e Na Na Na si evincono richiami e somiglianze evidenti in almeno tre dei video della star di Bay City, Express Yourself, Girl Gone Wild e Frozen.
- Il pezzo Eva è dedicato alla cantante Eva Pol'na e riprende il brano Begi ot menä (1999) dei Gosti iz budushego, gruppo cui la stessa cantante faceva parte.

Inoltre, in almeno tre dei video dei Vintage si fa ampio ricorso alla simbologia massonica degli Illuminati. Già negli anni ottanta artisti come Madonna (Into the groove) o ancora Rihanna (Umbrella) e Lady Gaga:
hanno incominciato a seguire questo controverso trend inserendo nei loro video numerosi simboli occulti.
- In Mikki[6]: il riferimento a Topolino sarebbe da attribuire alla star americana allora da poco scomparsa, Michael Jackson, anche se potrebbe essere un velato riferimento alla setta degli Illuminati. Il vestito di Topolino indossato da Anna Pletnëva ricorda quello indossato da Marilyn Manson in alcuni videoclip delle canzoni contenute nell'album del 2003 The golden age of grotesque. Inoltre anche Lady Gaga avrebbe indossato il cappello da Topolino in “Paparazzi”[7]:. Anche il vestito di cigno nero richiama alla simbologia. Ancora, i balli che ricordano quelli delle marionette, velato riferimento a personaggi dello show-biz come Michael Jackson, la cui morte, secondo un'improbabile teoria complottista, sarebbe stata volutamente causata da questa setta. Presenza di colorate trame geometriche, anche queste da considerare parte della simbologia massonica.
- Sempre nel video del brano Derevja[8] ci troviamo davanti ad uno scenario apocalittico, in cui di tanto in tanto compare un countdown all'esplosione finale che simboleggerebbe la fine del mondo. Numerosi anche qui i simboli occulti: compare la cantante con un copricapo (che ricorda quello usato dai massoni) contorcersi e formare con le mani il 666 con dietro una piramide capovolta, le persone che compaiono nel video sono nude e formano anch'esse una piramide umana con in cima una luce che splende[9]. È il simbolo della piramide del potere che dall'alto controlla l'umanità. La canzone si intitola "alberi" e lo stesso simbolo dell'albero è molto usato dalla setta: ad un certo punto del video la cantante indossa un vestito molto lungo che ricorda quello di un albero, i cui rami sono i suoi lunghi capelli e le sue sei braccia[10].
- Znak Vodoleja è forse uno dei tre video in cui l'uso della simbologia è più evidente. Apre la cantante con in mano un serpente (secondo la Bibbia simbolo del tentatore) e una mela (simbolo del peccato). Dall'inizio compaiono anche la croce (quella capovolta compare più volte rispetto a quella non capovolta), il pentacolo, e la piramide (anche capovolta), che si succedono per tutto il video sotto forma di messaggi subliminali per innumerevoli volte. Anche qui come in Mikki, lo sfondo del video consiste in trame geometriche tipiche della massoneria, qui bianche e nere. Ancora: due cani (già usati da Madonna in Frozen), il copricapo tricorno della cantante e il lungo vestito blu che forma una piramide con dietro uno sfondo composto da un triangolo rosso capovolto, due triangoli non capovolti dal contorno celeste che si susseguono, e la tavola dei segni zodiacali che però rimanda al pentacolo[11]. Di rilevante, ai minuti 3:27 e 3:42 compaiono un triangolo capovolto bianco e subito dopo l'oscura scritta "GLOBA".

## Discografia

### Album in studio
- 2007 – Kriminal'naja ljubov'
- 2009 – Sex
- 2011 – Anečka
- 2012 – Very Dance
- 2014 – Decamerone
- 2020 – Navsegda

### Album dal vivo
- 2015 – Live 1.0
- 2020 – Navsegda: Live at Izvestija Hall, Moskva, 2020)

### Album di remix
- 2025 – F63.9

### EP
- 2021 – Vystrye dviženija (con Red Max)
- 2022 – RMX (con Red Max)

### Raccolte
- 2014 – Light
- 2014 – Mikki. Al'ternativa
- 2021 – Platinum 1
- 2021 – Platinum 2

### Singoli
- 2007 – Vsego chorošego
- 2008 – Plochaja devočka (feat. Elena Korikova oppure con Travma, Skidri e Dvrklxght)
- 2008 – Odinočestvo ljubvi
- 2009 – Eva
- 2014 – Kogda rjadom ty
- 2015 – Dyši (solo o con Temnee)
- 2015 – Ja verju v ljubov' (con DJ M.E.G. e Nerak)
- 2016 – Nemnogo reklamy (con Clan Soprano)
- 2016 – Sil'naja devočka
- 2016 – Kto chočet stat' korolevoj
- 2017 – Podruga (feat. Marina Fedunkiv)
- 2017 – Na č'ej ty storone?
- 2017 – Igruški
- 2017 – Lalalėnd
- 2018 – Belaja (solo o con Nikita Klosse)
- 2018 – Voskresnyj angel
- 2018 – Ogromnoe serdce
- 2019 – V mire životnych
- 2019 – Intuicija
- 2019 – Prestuplenie i nakazanie
- 2019 – Komety
- 2020 – Devočkamanija
- 2020 – Pensenka pandy i popugaja (Mir obnjat') (con Vlad Topalov)
- 2020 – Novaja žizn'
- 2020 – Astalavista
- 2021 – S zamiraniem serdca (con Red Marx)
- 2021 – Narevus'
- 2021 – Otvet'
- 2022 – Avtootvetčik
- 2022 – Koroleva mejnstrima (con Vjačeslav Makarov)
- 2022 – Leti za Solncem
- 2022 – Vot i vsë (con Red Max)
- 2022 – Bez šansov (con Dead Blonde)
- 2022 – Rodnye ljudi
- 2023 – Piter, ja uletaju (con Cosmo & Skoro)
- 2023 – Variacii
- 2023 – Pod zontom (con ST)
- 2023 – Gospoža (con Travma)
- 2024 – Patriki
- 2024 – Jasnyj moj svet